# 亳州
亳州（はくしゅう）は、中国にかつて存在した州。南北朝時代から民国初年にかけて、現在の安徽省亳州市一帯に設置された。

## 魏晋南北朝時代
507年（正始4年）、北魏が設置した南兗州を前身とする。579年（大象元年）、北周により亳州と改称された。

## 隋代
隋初には、亳州は2郡5県を管轄した。605年（大業元年）、譙州が廃止され、亳州はその管轄県を統合して、7県を管轄した。607年（大業3年）、郡制施行に伴い、亳州は譙郡と改称され、下部に6県を管轄した。隋代の行政区分に関しては下表を参照。
| 隋代の行政区画変遷 | 隋代の行政区画変遷 | 隋代の行政区画変遷          | 隋代の行政区画変遷 | 隋代の行政区画変遷 | 隋代の行政区画変遷                    |
| 区分               | 開皇元年           | 開皇元年                    | 開皇元年           | 区分               | 大業3年                               |
| ------------------ | ------------------ | --------------------------- | ------------------ | ------------------ | ------------------------------------- |
| 州                 | 亳州               | 譙州                        | 譙州               | 郡                 | 譙郡                                  |
| 郡                 | 陳留郡             | 譙郡                        | 蒙郡               | 県                 | 譙県 城父県 山桑県 臨渙県 穀陽県 酇県 |
| 県                 | 小黄県 浚儀県      | 渦陽県 臨渙県 白撣県 竜山県 | 蒙県               | 県                 | 譙県 城父県 山桑県 臨渙県 穀陽県 酇県 |

## 唐代
621年（武徳4年）、唐が王世充を平定すると、譙郡は亳州と改められた。742年（天宝元年）、亳州は譙郡と改称された。758年（乾元元年）、譙郡は亳州の称にもどされた。亳州は河南道に属し、譙・酇・城父・鹿邑・真源・臨渙・永城・蒙城の8県を管轄した。

## 宋代
1014年（大中祥符7年）、北宋により亳州に集慶軍節度が置かれた。亳州は淮南東路に属し、譙・酇・城父・鹿邑・衛真・永城・蒙城の7県を管轄した。
金のとき、亳州は南京路に属し、譙・酇・城父・鹿邑・衛真・永城の6県を管轄した。

## 元代
元のとき、亳州は帰徳府に属し、譙・酇・城父・鹿邑・衛真・穀熟の6県を管轄した。

## 明代以降
1369年（洪武2年）、明により亳州は亳県に降格され、帰徳州に属した。1373年（洪武6年）、亳県は潁州に転属した。1496年（弘治9年）、亳県は再び亳州に昇格し、鳳陽府に属した。
1724年（雍正2年）、清により亳州は直隷州に昇格した。1735年（雍正13年）、亳州は潁州府に転属し、渦陽・太和・蒙城の3県を管轄した。
1913年、中華民国により亳州は廃止され、亳県と改められた。